# 魯賓遜 (堪薩斯州)
魯賓遜（英語：Robinson）是一個位於美國堪薩斯州布朗縣的城市。

## 地方資料
根據2010年美國人口普查的數據，魯賓遜的面積為0.62平方千米，當中陸地面積為0.62平方千米，而水域面積為0.00平方千米。當地共有人口234人，而人口密度為每平方千米377.42人。